# MRPL35
MRPL35 (англ. Mitochondrial ribosomal protein L35) – білок, який кодується однойменним геном, розташованим у людей на 2-й хромосомі. Довжина поліпептидного ланцюга білка становить 188 амінокислот, а молекулярна маса — 21 514.
| 10         |  | 20         |  | 30         |  | 40         |  | 50         |
| ---------- |  | ---------- |  | ---------- |  | ---------- |  | ---------- |
| MAASAFAGAV |  | RAASGILRPL |  | NILASSTYRN |  | CVKNASLISA |  | LSTGRFSHIQ |
| TPVVSSTPRL |  | TTSERNLTCG |  | HTSVILNRMA |  | PVLPSVLKLP |  | VRSLTYFSAR |
| KGKRKTVKAV |  | IDRFLRLHCG |  | LWVRRKAGYK |  | KKLWKKTPAR |  | KKRLREFVFC |
| NKTQSKLLDK |  | MTTSFWKRRN |  | WYVDDPYQKY |  | HDRTNLKV   |  |            |

A: Аланін

C: Цистеїн

D: Аспарагінова кислота

E: Глутамінова кислота

F: Фенілаланін

G: Гліцин

H: Гістидин

I: Ізолейцин

K: Лізин

L: Лейцин

M: Метіонін

N: Аспарагін

P: Пролін

Q: Глутамін

R: Аргінін

S: Серин

T: Треонін

V: Валін

W: Триптофан

Кодований геном білок за функціями належить до рибонуклеопротеїнів, рибосомних білків. 
Задіяний у такому біологічному процесі, як альтернативний сплайсинг. 
Локалізований у мітохондрії.